# Pedro Bittencourt Neto
Pedro Bittencourt Neto é um político brasileiro

## Vida
De família tradicional na politica no sul do estado, neto de Pedro Bittencourt e Margarida Matos Bittencourt  Filho de Epitácio Bittencourt e de Helena Prada Bittencourt bacharelou-se em direito pela Universidade Federal de Santa Catarina.

## Carreira
Foi deputado à Assembleia Legislativa de Santa Catarina na 10ª legislatura (1983 — 1987), na 11ª legislatura (1987 — 1991) e na 12ª legislatura (1991 — 1995), eleito pelo Partido Democrático Social (PDS). Em seu último mandato como deputado de Santa Catarina foi reeleito à 13ª legislatura (1995-1999), pelo Partido da Frente Liberal (PFL), obtendo 23.800 votos.